# Esende Mylffon
Esende Mylffon – czwarty album studyjny polskiego rapera Tedego. Wydawnictwo ukazało się 22 czerwca 2006 roku nakładem wytwórni muzycznej Wielkie Joł. Nagrania zostały wyprodukowane przez Matheo, producenta wyłonionego w konkursie zorganizowanym przez wydawcę płyty. Materiał zmiksował Młody Grzech i Matheo. Mastering piosenek wykonali Jacek Smak, Matheo oraz Młody Grzech. Natomiast scartche wykonał DJ Macu. Z kolei dodatkowe partie wokalne zaśpiewała Monika Urlik. Gościnnie w nagraniach wzięli udział: Wall-E, Kołcz, Kiełbasa oraz Psycho Stach.
Album pt. Esende Mylffon Hałas był dostępny w formie digital download na oficjalnej stronie wytwórni Wielkie Joł. Jego internetowa premiera odbyła się 14 czerwca, także 2006 roku. Wydawnictwo ukazało się także w tzw. „wersji czystej” bez wulgaryzmów.
Nagrania dotarły do 15. miejsca polskiej listy przebojów – OLiS. Nagrania były promowane teledyskami do utworów „Blask / To jeszcze nie koniec”, „Glokk” i „Air Max Classic”. Wideoklip do piosenki „Glokk” otrzymał w 2008 roku nominację do nagrody Festiwalu Polskich Wideoklipów Yach Film w kategorii „najlepszy teledysk do muzyki hip-hop”. Ponadto, raper odbył dwie trasy koncertowe – Esende Mylffon Kurortour i Esende Mylffon Tour – Król Jest Tylko Jeden podczas których zaprezentował nagrania pochodzące z płyty. Koszt drugiej z nich, 200 tys. zł, pokryli sponsorzy tournée.
Raper wraz z firmą Samsung, promował swoją płytę telefonem Samsung E380, który był zwany jako Tedefon. Telefon cechował się złotym kolorem obudowy, a na tyle urządzenia i klapce znalazły się motywy nawiązujące do albumu i rapera. Dodatkowo w pamięci urządzenia zainstalowano tapety oraz dzwonki mp3 nawiązujące do płyty. Urządzenie trafiło do sprzedaży w sieci Empik w 250 egzemplarzach.
Płyta otrzymała ponadto nominację do Polskiej Rap Płyty Roku 2006 w plebiscycie audycji Polskiego Radia Szczecin - WuDoo oraz branżowego portalu Hip-hop.pl. Materiał uplasował się na 2. miejscu ustępując O.S.T.R. z płytą 7. Natomiast pochodzący z albumu utwór pt. „Blask / To jeszcze nie koniec” znalazł się na 3. miejscu listy Polskiego singla roku 2006 też plebiscytu audycji Polskiego Radia Szczecin - WuDoo oraz branżowego portalu Hip-hop.pl. W 2011 roku w rankingu branżowego serwisu Rapbiznes.com album znalazł się na 3. miejscu „listy najgorszych okładek płytowych”. Niewznawiany od premiery album uplasował się na 26. miejscu listy „33 najdroższych płyt rapowych” w sprzedaży wtórnej, opublikowanej w 2016 roku, także przez serwis Rapbiznes.com.
10 kwietnia 2020 roku wytwórnie Wielkie Joł oraz Polski Rap wydały reedycję albumu w wersji Hałas na dwóch płytach CD, do kupienia na stronie Tedego i Asfaltu. Reedycja okazała się ogromnym sukcesem – zadebiutowała na 2. miejscu zestawienia OLiS. Reedycja albumu została także wydana na trzech płytach winylowych oraz kasecie magnetofonowej.

## Lista utworów
Opracowano na podstawie materiału źródłowego.
| Edycja podstawowa 1. „Wstępizzle” – 1:52 2. „Blask” – 4:04 3. „Hity na czasie” – 3:42 4. „Glokk” – 5:00 5. „Airmax Classic” – 4:34 6. „Zamknij pysk!” – 4:16 7. „Chory pastor” – 4:15 8. „Łap tego loopa” (gościnnie: Wall-E) – 3:36 9. „21 palec” – 3:40 10. „Zdzi-ro” – 3:40 11. „Nic za darmo” – 4:14 12. „Jakby jutra miało nie być” – 4:56 13. „Esende Mylffon” (gościnnie: Matheo) – 5:10 14. „To jeszcze nie koniec” – 3:41[A] | Esende Mylffon Hałas 1. „Wstęp” 2. „Blask” 3. „Hity na czasie” 4. „Glokk” 5. „Randka” 6. „Airmax Classic” 7. „Armia Wielkie Joł” (gościnnie: Kołcz, Kiełbasa, Psycho Stach, Matheo) 8. „Zamknij pysk” 9. „Chory pastor” 10. „Szieeea” 11. „Łap tego loopa” (gościnnie: Wall-E) 12. „21 palec” 13. „Klawizzle” 14. „Zdzi-ro” 15. „Nic za darmo” 16. „O tak o!” 17. „Jakby jutra miało nie być” 18. „Esende mylffon” (gościnnie: Matheo) 19. „Pała to pała (Remix)” 20. „Wielki Buhh” (gościnnie: DJ Buhh) 21. „Blask (Remix)” 22. „To jeszcze nie koniec” |

Notatki
- A^ Z wykorzystaniem sampli pochodzących z piosenki „Turn on the Action” w wykonaniu Quincy'ego Jonesa[22].

## Twórcy
Opracowano na podstawie materiału źródłowego.
- Jacek „Tede/DJ Buhh” Graniecki – rap, słowa
- Mateusz „Matheo” Schmidt – produkcja muzyczna, miksowanie, mastering, rap w utworach „Esende Mylffon” i „Armia Wielkie Joł”
- Jacek Smak – mastering
- Grzegorz „Młody Grzech” Janiszewski – miksowanie, mastering
- Michał „DJ Macu” Makowski – scratche
- Monika Urlik – wokal wspierający
- Waldemar „Wall-E” Kasta – rap w utworze „Łap tego loopa”
- Maciej „Kołcz” Łuczkowski – rap w utworze „Armia Wielkie Joł”
- Piotr „Kiełbasa” Rybarczyk – rap w utworze „Armia Wielkie Joł”
- Jacek „Psycho Stach” Stachowiak – rap w utworze „Armia Wielkie Joł”